# Haeromys pusillus
Il topo Ranee minore (Haeromys pusillus  Thomas, 1893) è un roditore della famiglia dei Muridi endemico del Borneo e delle Filippine.

## Descrizione

### Dimensioni
Roditore di piccole dimensioni, con la lunghezza della testa e del corpo tra 65 e 74 mm, la lunghezza della coda tra 97 e 123 mm, la lunghezza del piede tra 15 e 17 mm, la lunghezza delle orecchie tra 12 e 15 mm.

### Aspetto
L'aspetto generale è molto simile a quello di Haeromys margarettae. Le parti superiori sono bruno-rossicce, mentre le parti ventrali e il dorso delle zampe sono bianche. La coda è molto più lunga della testa e del corpo.

## Biologia

### Comportamento
È una specie arboricola.

### Alimentazione
Si nutre di frutta.

## Distribuzione e habitat
Questa specie è diffusa sull'isola del Borneo e su Palawan e Calauit nelle Filippine. Non sono state più registrati esemplari da queste ultime due isole, dove potrebbe quindi essersi estinta.
Vive nelle foreste di pianura. Un individuo è stato catturato in un bosco di bambù sull'isola di Calauit.

## Conservazione
La IUCN Red List, considerato il declino della popolazione di oltre il 30% nelle ultime 3 generazioni, classifica H.pusillus come specie vulnerabile (VU).